# لی ویور
لی ویور (انگلیسی: Lee Weaver؛ ‏ ۱۰ آوریل ۱۹۳۰) بازیگر اهل ایالات متحده آمریکا است.
از فیلم‌ها یا برنامه‌های تلویزیونی که وی در آن نقش داشته‌است می‌توان به ای برادر، کجایی؟، آل کاپون، نقطه گریز، بهشت می‌تواند صبر کند، مرا ببوس خداحافظ، سیستم دوستی، گربه‌های وحشی، دو جیک، پیشاهنگ، روز پدر، موسیقی از اتاقی دیگر، گودزیلا، بول‌ورث، طبقه سیزدهم، دانی دارکو، جعبه، باکره چهل‌ساله، محاکمه‌های کیت مک‌کال، غرب وحشی وحشی، کوجک، گام به گام، بورلی هیلز، ۹۰۲۱۰، مشیت، شش فوت زیر زمین، ورونیکا مارس، فیلادلفیا همیشه آفتابی است، سی‌اس‌آی، نام من ارل است، اجتماع و گریس و فرانکی اشاره کرد.